# Дізнання
Дізна́ння — це форма попереднього розслідування злочинів, що включає невідкладні слідчі дії зі встановлення і закріплення слідів злочину. Воно здійснюється оперативно-розшуковими і процесуальними методами з метою виявлення, запобігання, припинення і розкриття злочинів.
У ході дізнання процесуальні дії проводяться за «гарячими слідами» або у невідкладних справах. Усі докази і матеріали, що були зібрані в результаті дізнання, повинні насамперед дати відповідь на питання: мала місце подія, чи ні. Якщо відомості про злочин не знаходять підтвердження на цій стадії кримінального процесу, то подальше провадження припиняється і справа до суду не передається.
Дізнання як форма досудового слідства передбачене в більшості держав пострадянського простору, країн Східної Європи, Індокитаю та Близького Сходу. Незважаючи на окремі відмінності, існують деякі загальні вимоги до цього інституту.
М. С. Строгович зазначав, що дізнання є формою розслідування, допоміжною стосовно попереднього слідства. Воно полягає в закріпленні слідів злочину і зді́йсненні першочергових і невідкладних дій для того, щоб повне і всебічне розслідування справи було проведене на попередньому слідстві.
Посадова особа правоохоронного органу, що проводить дізнання, називається дізнавачем.

## Історія дізнання в Росії та Україні
У дореволюційній Росії функції органу дізнання виконувала поліція.
У листопаді 1917 року постановою Наркомату внутрішніх справ «Про робітничу міліцію» замість ліквідованої поліції при місцевих Радах створювалася міліція, на яку покладалися функції охорони існуючого ладу та боротьби зі злочинністю. Згідно з Інструкцією Наркомату юстиції, виданою у липні 1918, розслідування злочинів проводилося у формі дізнання, яке здійснювалося міліцією, та попереднього слідства, яке покладалося на народних суддів та слідчі комісії. При цьому зазначалося, що дізнання полягає у проведенні невідкладних дій у зв'язку з виявленням злочину.
20 жовтня 1918 року Наркомат внутрішніх справ та Наркомат юстиції видали спільну Інструкцію про організацію Радянської робітничо-селянської міліції. Поряд з іншими функціями на міліцію покладалося дізнання у кримінальних справах, вона виконувала доручення суду та слідчої комісії з дізнання, проводила розшук та затримання осіб, які підозрювалися у вчиненні злочину, обшуки, огляди, виїмки, доставку обвинувачених до суду та слідчої комісії.
Кримінально-процесуальний кодекс РРФСР, прийнятий 15 лютого 1920 року, регламентував систему, завдання і повноваження органів дізнання, до яких належали:
а) органи міліції і кримінального розшуку (у складі НКВС);
б) органи ГПУ та різних інспекцій (санітарної, продовольчої та інших) у справах, віднесених до їх провадження;
в) урядові установи та посадові особи у справах про незаконні дії підпорядкованих їм посадових осіб.
У справах, де попереднє слідство було обов'язковим, органи дізнання проводили при виявленні злочину невідкладні слідчі дії, а також виконували доручення слідчого; у справах же, де матеріали дізнання могли служити підставою для віддання обвинуваченого до суду, — повністю розслідували кримінальну справу.
Подальше вдосконалення законодавчої регламентації діяльності органів дізнання було здійснено з прийняттям Основ кримінального судочинства СРСР 1958 року та на їх підставі — Кримінально-процесуального кодексу УРСР 1960 року.
Згідно з його положеннями, на органи дізнання покладалося вжиття необхідних оперативно-розшукових заходів з метою виявлення ознак злочину і осіб, що його вчинили (ст. 103).
Станом на 1992 рік органами дізнання були:
1. міліція;
2. органи безпеки — у справах, віднесених законом до їх відання;
3. командири військових частин, з'єднань, начальники військових установ — у справах про всі злочини, вчинені підлеглими їм військовослужбовцями і військовозобов'язаними під час проходження ними зборів, а також у справах про злочини, вчинені робітниками і службовцями Збройних Сил України у зв'язку з виконанням службових обов'язків або в розташуванні частини, з'єднання, установи;
4. митні органи — у справах про контрабанду;
5. начальники виправно-трудових установ, слідчих ізоляторів, лікувально-трудових профілакторіїв і виховно-трудових профілакторіїв — у справах про злочини проти встановленого порядку несення служби, вчинені працівниками цих установ, а також у справах про злочини, вчинені в розташуванні зазначених установ;
6. органи державного пожежного нагляду — у справах про пожежі і порушення протипожежних правил;
7. органи прикордонної охорони — у справах про порушення державного кордону;
8. капітани морських суден, що перебувають у далекому плаванні[4].

Отже, міліція і капітани морських суден були найбільш універсальними органами дізнання, тоді як інші органи проводили цю діяльність в обмеженій компетенції.
Істотних змін процедура дізнання зазнала у 1993 році, коли попереднє (згодом досудове) слідство стало обов'язковим у всіх справах.
Конституція України, прийнята 28 червня 1996 року, чітко розділяє «дізнання» і «слідство» (п. 14 ст. 92; п. 3 ст. 121). Тому при розробці нового Кримінального процесуального кодексу не відійшли під поняття «дізнання», наповнивши його новим змістом.
Станом на 2012 рік органами дізнання в Україні були:
1. міліція;
2. податкова міліція;
3. органи безпеки;
4. начальники органів управління Військової служби правопорядку у Збройних Силах України та їх заступники з питань провадження дізнання, командири (начальники) військових частин, з'єднань, начальники військових установ;
5. командири кораблів;
6. митні органи;
7. начальники установ виконання покарань, слідчих ізоляторів;
8. органи державного пожежного нагляду;
9. органи прикордонної служби;
10. капітани морських суден, що перебувають у далекому плаванні;
11. командири підрозділів Державної спеціальної служби транспорту[5].

## Сучасна Україна

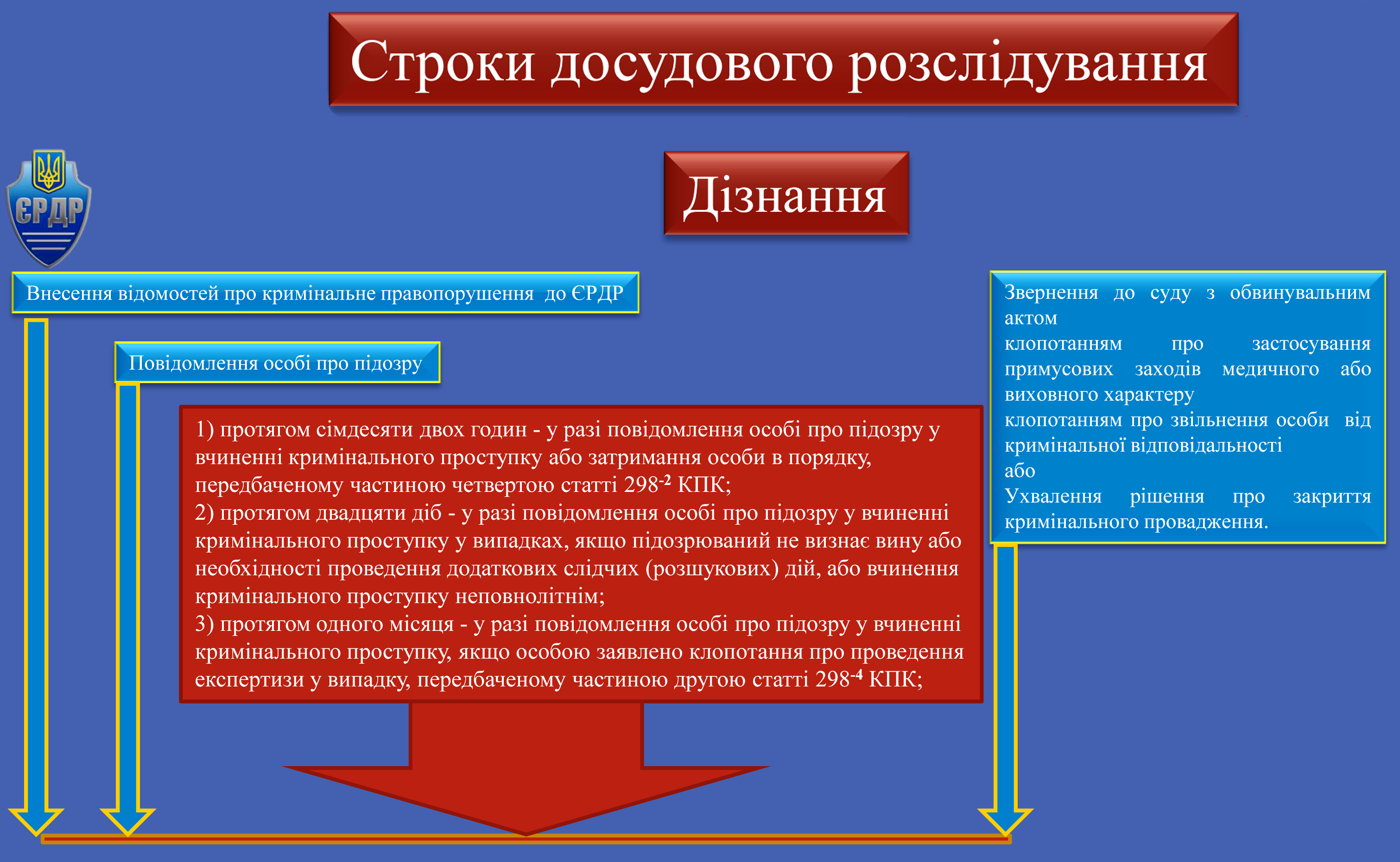

Згідно з новим КПК 2012 року дізнання є формою досудового розслідування (поряд з досудовим слідством), в якій здійснюється розслідування кримінальних проступків (ст. 3). Передбачено, що під час дізнання не допускається застосування запобіжних заходів у вигляді домашнього арешту, застави або тримання під вартою (ст.ст. 299–301). Закон, що запроваджує кримінальні проступки та дізнання, застосовується в Україні з 1 липня 2020 року.

## Росія
Дізнання в Російській Федерації — одна з форм попереднього (досудового) розслідування злочинів (поряд з попереднім слідством, провадженням невідкладних слідчих дій і дізнанням у скороченій формі).
Як правило, злочини, за якими проводиться дізнання, — це злочини невеликої та середньої тяжкості. За Кримінально-процесуальним кодексом РФ, це злочини, за якими максимальне покарання не перевищує 5-ти років позбавлення волі (ст. 150 КПК РФ).
Дізнання в Росії здійснюється в трьох формах: 1) повна, 2) скорочена, 3) у вигляді провадження невідкладних слідчих дій.
До органів, які мають право проводити дізнання, належать:
1. органи внутрішніх справ, а також інші органи виконавчої влади, наділені повноваженнями щодо здійснення оперативно-розшукової діяльності;
2. органи Федеральної служби судових приставів Росії;
3. начальники органів військової поліції Збройних Сил Російської Федерації, командири військових частин, з'єднань, начальники військових установ або гарнізонів;
4. органи Державного пожежного нагляду;
5. капітани морських і річкових суден, що перебувають у далекому плаванні;
6. керівники геологорозвідувальних партій і зимівель, начальники російських антарктичних станцій і сезонних польових баз, віддалених від місць розташування органів дізнання;
7. голови дипломатичних представництв та консульських установ РФ.

## Країнизагального права
У Великій Британії та США дізнання (англ. inquest) є формою юридичного розслідування, яке проводиться, щоб визначити причину смерті людини. Загалом, дізнання проводиться тільки у випадках раптових або непояснених смертей. Розслідування може бути розпочате на вимогу коронера, судді, прокурора, або — в деяких юрисдикціях — на офіційний запит з боку громадськості.
Під час дізнання використовуються показання свідків, проте до підозрюваних не допускається захисник. Наслідком дізнання може бути, наприклад, висновок про природну смерть, смерть від нещасного випадку, самогубство, вбивство. Якщо дізнання висвітлює підстави для кримінального переслідування, то воно розпочинається, і на цій стадії підозрюваний може отримувати захист.
Об'ємні дізнання можуть проводитися за наслідками катастроф, або в корупційних справах (крім Англії та Уельсу).